# Auburn Correctional Facility
Auburn Correctional Facility – amerykańskie więzienie stanowe o maksymalnym rygorze znajdujące się w Auburn. 
Powstało pod nazwą Auburn Prison, którą to nazwę nosiło do lat 70. XX w. Było pierwszym więzieniem stanowym w stanie Nowy Jork.
Na początku XIX w. więzenie zorganizowano według innowacyjnego systemu penitencjarnego, nazwanego systemem auburnskim (lub systemem milczenia), który stał się modelem dla wielu zakładów penitencjarnych . 

## Współczesność
Chociaż więzienie działa nieprzerwanie od początku XIX w., żaden z jego historycznych budynków nie został zachowany. Jest to obecnie więzienie o zaostrzonym rygorze, przeznaczone dla 1800 osadzonych. W więzieniu produkuje się tablice rejestracyjne stanu Nowy Jork. 
Ostatnie zamieszki wybuchły tu w 1970, kiedy więźniom nie pozwolono zorganizować Black Solidarity Day w solidarności z ruchem praw obywatelskich.

## Historia

### Początki
Więzienie zostało zbudowane na wzór więzienia Newgate w stanie Nowy Jork. Cele więzienne były obszerne, przeznaczone dla 8-12 osadzonych. Budowę nazdorował William Brittin, który miał stać się też jego pierwszym dyrektorem. W 1817 oddano główny gmach i jedno ze skrzydeł, osadzając w nich pierwszych więźniów, którzy pomagali kończyć budowę pozostałej części więzienia. 
Naczelnym strażnikiem został kapitan Elam Lynds, weteran wojny brytyjsko-amerykańskiej (1812), który wprowadził surowy, wojskowy reżim więzienny. Spowodowało to protesty więźniów i w końcu doprowadziło do wybuchu zamieszek w 1818, stłumionych przez wojsko. W wyniku tego władze postanowiły zreorganizować więzienie, zwiększając jeszcze jego surowość. Nowo budowane skrzydło miało funkcjonować w nowatorskim systemie celkowym, w którym więźniowie są ściśle izolowani w indywidualnych celach. Reorganizację więzienia powierzono trzem osobom: Brittinowi (dyrektor), Johnowi Crayowi (służba więzienna), oraz Lyndsowi (kwestie finansowe). Różnice w kierunku zmian spowodowały konflikt między nimi. Wkrótce Brittin rozchorował się, Cray podał do dymisji, a Lynd został jedynym dyrektorem zreorganizowanego zakładu karnego. 
System celkowy wydawał się wtedy najbardziej nowoczesnym i obiecującym sposobem organizacji kary pozbawienia wolności. To, że więzienie w Auburn było w trakcie przebudowy i reorganizacji, spowodowało, że więźniowie przebywali w nim w różnych reżimach, co stworzyło warunki do quasi-eksperymentu. Reorganizacja więzienia w Auburn przebiegała na wzór więzień celkowych w Filadelfii. Do 1821 przygotowano północne skrzydło podzielone na indywidualne cele (o powierzchni 3x7 stóp), gdzie więźniowie nie mieli żadnych możliwości kontaktu ze sobą. Nie wymagano także od nich pracy, a jedynym dostępnym zajęciem była Biblia. Do skrzydła wprowadzono 80 więźniów. Po roku 5 z nich zmarło, a ponad 40 popadło w obłęd. W znacznie lepszym stanie byli więźniowie, którzy nie byli tak ściśle izolowani, chociaż również tutaj, w obawie przed "zarażaniem się" skłonnościami przestępczymi ściśle kontrolowano kontakty i zakazano całkowicie rozmów. Stąd, zaprowadzony w Auburn system nazwano systemem milczenia. System ten stał się wkrótce głównym konkurentem systemu celkowego i zaprowadzono go w wielu innych zakładach karnych.
Lynd,czerpiąc ze swoich doświadczeń wojskowych, wprowadził w Auburn surowy reżim więzienny. Podobnie jak w systemie pensylwańskim, więźniowie mieli rozmyślać nad własną winą, dokonywać przemiany wewnętrznej i powrócić ku Bogu. Naruszenia dyscypliny więzienia były karane chłostą, a wszyscy strażnicy wyposażeni byli w skórzane bicze. Strażnicy musieli być bardzo czujni, by wychwycić wszelkie próby komunikacji. W nocy poruszali się bez butów, nasłuchując pod celami więźniów. Wynaleziono również specjalny system przemarszu więźniów w kolumnie (lockstep): więźniowie ustawieni byli gęsiego, trzymając ręce na swoich ramionach. Poruszali się szurając nogami, z podniesioną twarzą zwróconą ku strażnikom, by ci mogli obserwować czy nie rozmawiają ze sobą. Więźniowie ubrani byli też w jednakowe  uniformy - pasiaki. Nie używano ich imion, tylko przypisanych im numerów.
System auburnski stał się wzorcem do wielu innych więzień, np. więzienia w Sing Sing. 

### Praca więźniów
Jedną z zalet systemu auburnskiego w stosunku do systemu celkowego był niższy koszt. Praca więźniów była tu bardziej efektywnie zorganizowana i możliwe były bardziej skomplikowane zajęcia, dzięki temu, że więźniowie pracowali wspólnie i pod nadzorem. W więzieniu produkowano m.in. buty, uprzęże, narzędzia, zegarki, wozy, dywany i broń palną. Więzienie w Auburn zawierało kontrakty z licznymi przedsiębiorstwami, które zamawiały te towary, a zyski inkasował zakład karny (więźniowie najczęściej nie byli za pracę wynagradzani). Dzięki temu więzienie w Auburn samo się utrzymywało, a czasami wręcz przynosiło zyski. Tania praca więźniów psuła jednak rynek i lokalni wytwórcy i związki zawodowe zaczęli przeciwko temu protestować. Do 1890 więzienie odeszło od obsługi kontrahentów prywatnych i przestawiło się całkowicie na produkcję na potrzeby własne więzienia oraz dla innych placówek państwowych.
W latach 20. XX w. stan Nowy Jork zawarł z więzieniem kontrakt na produkcję tablic rejestracyjnych, która prowadzona jest do dzisiaj. Na początku XXI w. produkcja ta przynosiła więzieniu 9000000$ zysku rocznie. 

### Kobiety

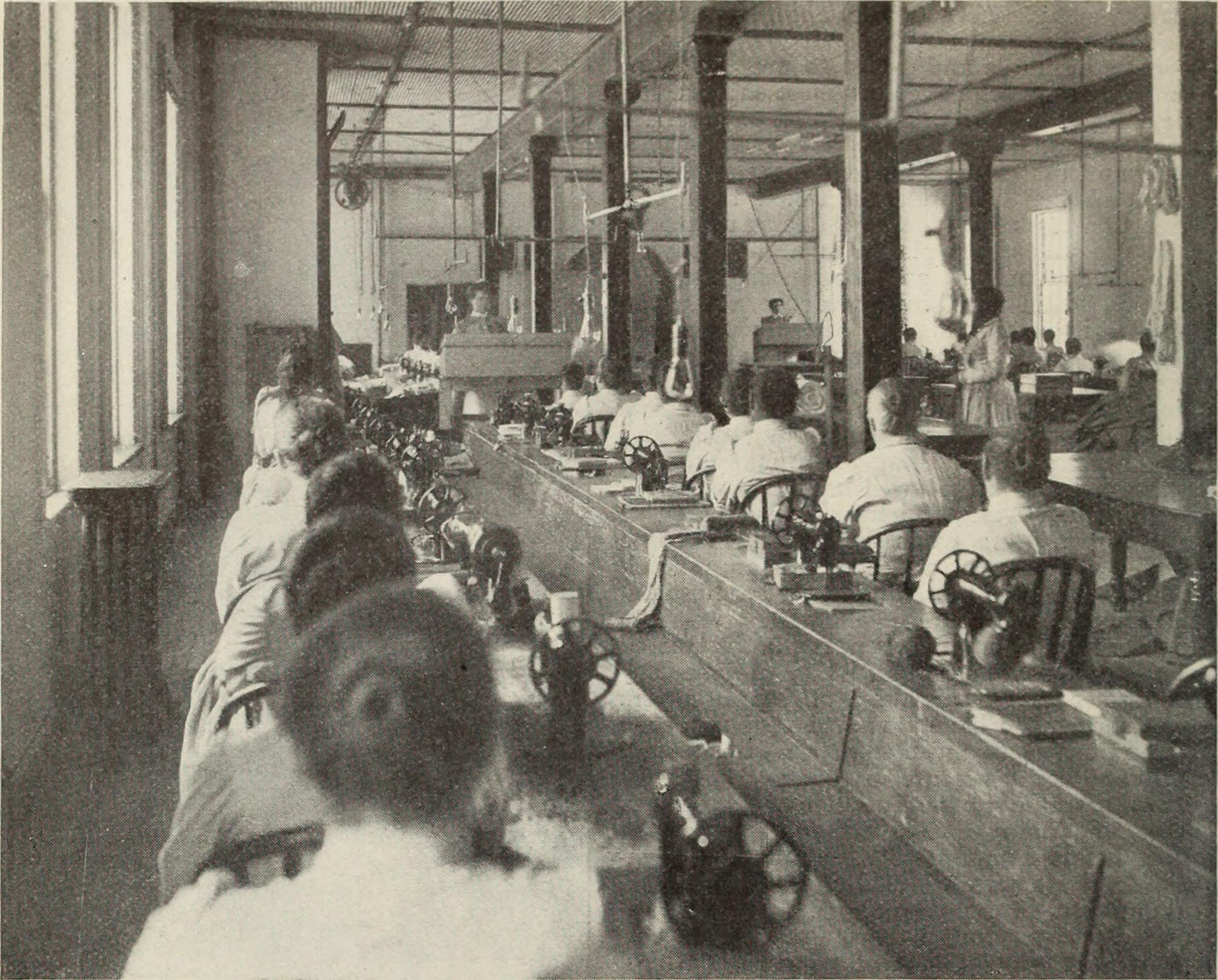
Szwalnia kobieca w więzieniu w Auburn (1890)

System milczenia zorganizowany był z myślą o uwięzionych mężczyznach. Uznawano, że kobiety są bardziej towarzyskie i nie będą mogły się powstrzymać od rozmawiania, a wymuszone milczenie może 
uszkodzić ich systemy nerwowe. Uwięzionych w Aubern kobiety poddane zostały lżejszemu reżimowi więziennemu, w którym podczas pracy (przędzenie, roboty na drutach) nie wymagano całkowitego milczenia. Ich warunki więzienne były jednak znaczeni gorsze pod względem sanitarnym i przestrzennym. Początkowo było to niewentylowane poddasze nad kuchnią, a dopiero później (1832) nowa przybudówka i odrębne skrzydło (1838)..

### Reforma Osborne'a
Pod koniec XIX w. system auburnski był coraz bardziej krytykowany i zaczęto go stopniowo reformować w poszczególnych zakładach karnych. Próbę bardziej systematycznej reformy podjęto w 1913, powierzając ją Thomasowi Mott Osbornowi. Osborne zamieszkał w więzieniu na tydzień, chcąc dokładnie poznać warunki odbywania kary. Choć w większości więzień amerykańskich porzucono już system milczenia, to w Auburn był on nadal praktykowany.
Osborne był zdania, że więźniom należy pozostawić zdecydowanie większą swobodę i ustanowić w zakładzie karnym ich samorząd, który rozbudzi w nich inicjatywę i poczucie odpowiedzialności. Uważał, że w Auburn nie uda się tego przeprowadzić i postulował zamknięcie zakładu. Nie wyrażono na to zgody, zaczęto jednak wdrażać jego propozycję w Auburn. Zniesiono system milczenia i ścisłej dyscypliny. Zorganizowano więźniów w rodzaj samorządu (Mutual Welfare Inmate League) i zachęcano ich do różnych form aktywności kulturalnej (sport, muzyka). Te próby nie skończyły się sukcesem. Osborne odszedł z więzienia i jego reformy były stopniowo wycofywane. Krytykowano je za nadmierną swobodę, jaką dają więźniom i brak kontroli nad nimi. Z powodu ciężkich warunków odbywania kary w więzieniu wybuchły zamieszki (w 1921 i w 1929). Po tych ostatnich zamieszkach zlikwidowano Mutual Welfare Inmate League.

## Kara śmierci
Więzienie było miejscem pierwszej w historii egzekucji przy użyciu krzesła elektrycznego. Karę śmierci wykonano 6 sierpnia 1890, na mordercy Williamie Kemmlerze. 
29 października 1901 roku w Auburn został stracony Leon Czolgosz, zabójca prezydenta Stanów Zjednoczonych Williama McKinleya.
Łącznie, w Auburn stracono ponad 50 mężczyzn i kobiet. Ostatnie wykonanie kary śmierci miało tam miejsce w 1963.  